# José Luis Salcedo Nieto
José Luis Salcedo Nieto, conocido como Pepín (Aranjuez, Comunidad de Madrid, España; 15 de septiembre de 1959) es un exfutbolista español. Jugaba de defensa.
Disputó un total de 247 partidos con la camiseta rojilla del Osasuna y Rayo Vallecano siendo el cuarto jugador con más partidos en primera división, tras Javier Castañeda, Eugenio Bustingorri, y Patxi Puñal

## Trayectoria
- Real Aranjuez Club de Fútbol
- Rayo Vallecano
- 1987-94: CA Osasuna
- 1994-95: Real Aranjuez Club de Fútbol